# Paramormyrops
Paramormyrops es un género de peces elefante de la familia Mormyridae nativo de Gabón y Camerún, cuya área de distribución para sus especies se encuentran en los ríos Ntem de Camerún e Ivindo en el bajo Gabón, además de la región este central del Atlántico como el caso del Paramormyrops longicaudatus.
Al pertenecer a la familia Mormyridae tienen la capacidad de producir y analizar débiles campos eléctricos que utilizan para orientarse, reproducirse, alimentarse y comunicarse; además, poseen un cerebro de gran tamaño y una inusual inteligencia. Son peces sociables, cuya forma de reproducción es poco conocida.
De acuerdo a la IUCN, el estado de conservación de tres de sus especies pueden catalogarse en la categoría de «vulnerable (VU)»: Paramormyrops gabonensis, Paramormyrops hopkinsi y Paramormyrops longicaudatus. Para el Paramormyrops jacksoni y Paramormyrops batesii los datos son insuficientes; para las restantes, su categoría es «menos preocupante (LC o LR/lc)».

## Especies
- Paramormyrops batesii (Boulenger, 1906)
- Paramormyrops curvifrons (Taverne, Thys van den Audenaerde, Heymer & Géry, 1977)
- Paramormyrops gabonensis Taverne, Thys van den Audenaerde & Heymer, 1977
- Paramormyrops hopkinsi (Taverne & Thys van den Audenaerde, 1985)
- Paramormyrops jacksoni (Poll, 1967)
- Paramormyrops kingsleyae (Günther, 1896)
- Paramormyrops longicaudatus (Taverne, Thys van den Audenaerde, Heymer & Géry, 1977)
- Paramormyrops sphekodes (Sauvage, 1879)